# Jan Rataj

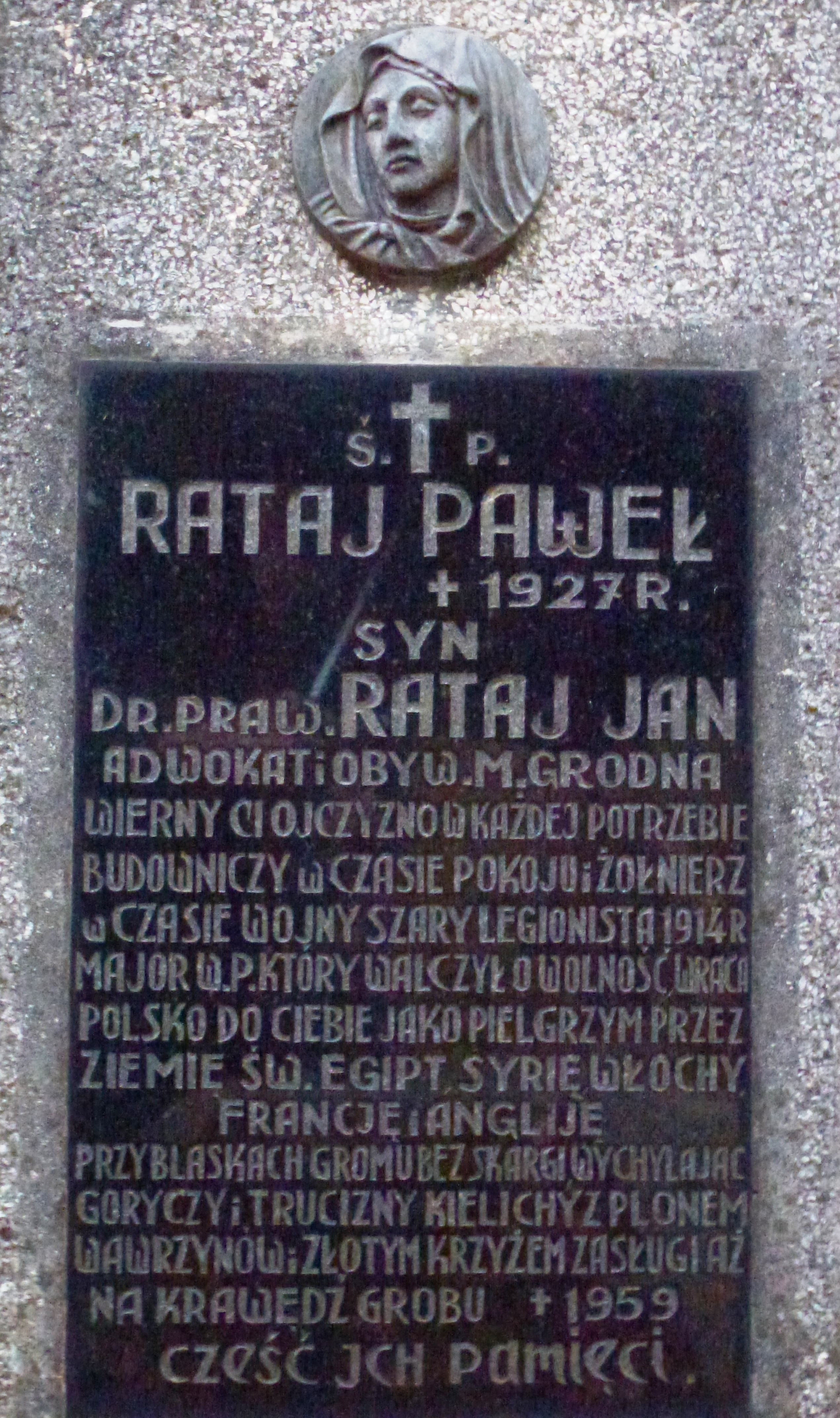
Tablica epitafijna na grobie Jana Rataja na cmentarzu w Bochni

Jan Rataj vel Jan Ratay (ur. 21 grudnia 1889 w Uściu Solnym, zm. 31 października 1959 w Bochni) – polski prawnik doktor prawa, adwokat, legionista, major Wojska Polskiego II Rzeczypospolitej, radca prawny Wydziału Powiatowego w Grodnie oraz Sejmiku Powiatowego w Grodnie, senator V kadencji II Rzeczypospolitej.

## Życiorys
Urodził się w rodzinie Pawła, wyrobnika, i Katarzyny z Marszyckich. Naukę rozpoczął w szkole powszechnej w Uściu Solnym, by ukończyć ją już w Bochni, gdzie rodzice z całą rodziną przeprowadzili się na przełomie wieków. Uczęszczał do Gimnazjum im. Króla Kazimierza Wielkiego w Bochni, ale egzamin dojrzałości zdał eksternistycznie w Gimnazjum św. Jacka w Krakowie 12 czerwca 1912 roku. Równocześnie w tym okresie pracował w krakowskiej poczcie jako niższy urzędnik pocztowy do roku 1914. W latach 1912–1917 podczas przerw w działaniach wojennych studiował na Wydziale Prawa Uniwersytetu Jagiellońskiego i 11 listopada 1917 roku uzyskał absolutorium, następnie podjął na tejże uczelni studia doktoranckie. W czerwcu 1923 roku uchwałą Rady Wydziału Prawa UJ uzyskał stopień doktora prawa.
Od 1911 roku należał do Związku Strzeleckiego w Krakowie, gdzie był dowódcą plutonu o pseudonimie „Biegły” i w nim ukończył Szkołę Oficerską w roku 1913. W roku 1912 zaraz po zdaniu matury rozpoczął studia na Wydziale Prawa Uniwersytetu Jagiellońskiego. W roku 1914 został żołnierzem 1, a potem 3 pułku piechoty Legionów Polskich. 12 listopada 1914 roku mianowany został podporucznikiem piechoty. Formalnie został mianowany chorążym w piechocie ze starszeństwem z 15 czerwca 1915 roku. Po pobycie w szpitalu służył w 5 pułku piechoty Legionów Polskich. Wiosną 1917 roku służył w Komendzie Placu Legionów w Wiedniu. Od 6 kwietnia do 4 czerwca 1917 roku zarządzał Powiatowym Urzędem Zaciągu w Nieszawie. Po kryzysie przysięgowym został zwolniony z Legionów. W lutym 1918 roku w szeregach II Brygady Legionów uczestniczył w walkach pod Rarańczą. W styczniu 1919 roku został awansowany do stopnia porucznika.
Po bitwie pod Kaniowem z wojskami niemieckimi, które znienacka zaatakowały Legionistów w nocy z 10 na 11 maja 1918 roku, dostał się do niewoli, z której zaraz zbiegł w nocy z pociągu i w miejscowości Radzież (gmina Niemowicze) na terenie dzisiejszej Ukrainy przez kilka tygodni był nauczycielem historii w miejscowej szkole. W grudniu 1918 roku zmobilizowany do 33 pułku piechoty Wojska Polskiego.
30 lipca 1920 roku został zatwierdzony z dniem 1 kwietnia 1920 roku w stopniu majora, w żandarmerii, w grupie oficerów byłych Legionów Polskich. Był wówczas dowódcą Ekspozytury Żandarmerii Polowej w Wilnie. Następnie służył w 2 dywizjonie żandarmerii w Lublinie na stanowisku zastępcy dowódcy dywizjonu. Od 31 października 1921 roku pełnił obowiązki dowódcy tego dywizjonu. 3 maja 1922 roku został zweryfikowany w stopniu majora ze starszeństwem z 1 czerwca 1919 roku i 9. lokatą w korpusie oficerów żandarmerii. 15 maja tego roku został przeniesiony do 5 dywizjonu żandarmerii w Krakowie na stanowisko zastępcy dowódcy dywizjonu. W kwietniu 1925 roku został przeniesiony z korpusu oficerów żandarmerii do korpusu oficerów piechoty w stopniu majora ze starszeństwem 1 czerwca 1919 i 289.1 lokatą z równoczesnym wcieleniem do 71 pułku piechoty w Ostrowi Mazowieckiej.
W roku 1925 ukończył kurs oficerów sztabowych w Grudziądzu. W listopadzie 1927 roku został przeniesiony z 81 pułku piechoty w Grodnie do 29 Dywizji Piechoty w tym samym garnizonie na stanowisko komendanta rejonowego Przysposobienia Wojskowego. W marcu 1929 roku został zwolniony z zajmowanego stanowiska i oddany do dyspozycji dowódcy Okręgu Korpusu Nr III. Z dniem 31 sierpnia 1929 roku został przeniesiony w stan spoczynku. W 1934 roku pozostawał w ewidencji Powiatowej Komendy Uzupełnień Grodno. Posiadał przydział do Oficerskiej Kadry Okręgowej Nr III. Był wówczas „przewidziany do użycia w czasie wojny”.
Po zakończeniu służby wojskowej zajął się praktyka adwokacką, którą prowadził już od 1919 roku. Był w tym czasie także radcą prawnym Wydziału Powiatowego w Grodnie, jak też szefem referatu prawnego Dowództwa Okręgu Korpusu Nr III w Grodnie od 1919 do 1939 roku.
W latach 1929–1930 odbył aplikację sędziowską zakończoną pomyślnie zdanym egzaminem sędziowskim w Sądzie Apelacyjnym w Wilnie w roku 1930. W lutym 1933 roku pomyślnie zdał egzamin adwokacki.
Podczas wyborów do Senatu II Rzeczypospolitej V kadencji 13 listopada 1938 roku kandydował z okręgu Białystok, z listy Obozu Zjednoczenia Narodowego i uzyskał mandat senatora.
W kampanii 1939 roku walczył w 71 pułku piechoty z Zambrowa w stopniu majora. Pułk ten, pomimo liczebnej i technicznej przewagi najeźdźcy, dzielnie i bohatersko bronił powierzonego odcinka frontu. W wyniku ciężkich strat 19 września wycofał się na Litwę. Tam też został internowany w obozach jenieckich utworzonych najpierw w Kuluatywie, potem w Wilkowyszkach, a w dalszej kolejności w Kalwarii, gdzie przebywał do 10 sierpnia 1940 roku. Po zajęciu Litwy przez Sowietów, co miało miejsce w czerwcu 1940 roku, znalazł się w obozie w Kozielsku, a potem w Griazowcu. 25 sierpnia 1941 roku, po podpisaniu układu umowy Sikorski-Majski, został zwolniony i 3 września tego roku wstąpił do tworzącej się Armii Andersa w ZSRR. Posługiwał się biegle w mowie i piśmie językami: angielskim, francuskim i niemieckim, w języku rosyjskim bardzo dobrze tylko w mowie, a piśmie nieco słabiej.
Od 15 września do 31 października w obozie Tockoje-Buzułuk pod Uralem, w którym formowała się Armia Polska i początkowo znajdowało się jej główne dowództwo, był komendantem Stacji Zbornej. Od listopada 1941 roku do 31 stycznia 1942 roku przebywał w obozie Koltubanka, położonym na południe od Uralu pomiędzy Kujbyszewem a Oranienburgiem, pełnił tam funkcję radcy prawnego i równocześnie komendanta placu.
Z Armią Andersa opuścił ZSRR i przebył przez Irak, Persję i Egipt do Wielkiej Brytanii. Służył w sądownictwie Polskich Sił Zbrojnych na Zachodzie (Irak, Iran, Palestyna, Egipt). W latach 1942–1944 był w stanie nieczynnym.
Osiadł w Glasgow. Do 1948 roku służył w Polskim Korpusie Przysposobienia i Rozmieszczenia; po rozformowaniu był bezrobotny. W 1957 roku wrócił do Polski. Początkowo mieszkał w Tczewie, jednak wkrótce przeniósł się do Bochni.
Po śmierci został pochowany na miejscowym cmentarzu przy ul. Orackiej w Bochni (kwatera 15).
Jan Rataj w 1919 roku ożenił się z Janiną Kliks, z którą miał dwoje dzieci: Janinę Teresę (ur. 1928) i Krzysztofa Lecha (ur. 1932).

## Ordery i odznaczenia
- Krzyż Niepodległości (29 grudnia 1933)[20]
- Krzyż Walecznych[21]
- Złoty Krzyż Zasługi (10 listopada 1928)[22][18]
- Medal Pamiątkowy za Wojnę 1918–1921[16]
- Medal Dziesięciolecia Odzyskanej Niepodległości[16]
- Medal Zwycięstwa („Médaille Interalliée”)[21]